# 송지효
송지효(본명: 천수연, 1981년 8월 15일 ~ )는 대한민국의 배우이자 방송인이다.
- 2001년 잡지 ‘키키’의 표지 모델로 데뷔
- 2003년 영화 《여고괴담 3: 여우계단》에 출연하며 연기 활동을 시작했다.

## 학력
- 서울신힉국민학교 (졸업)
- 수유여자중학교 (졸업)
- 일산정보산업고등학교 (졸업)
- 국제대학 세무회계과 전문학사 (졸업)

## 배우 활동

### 영화

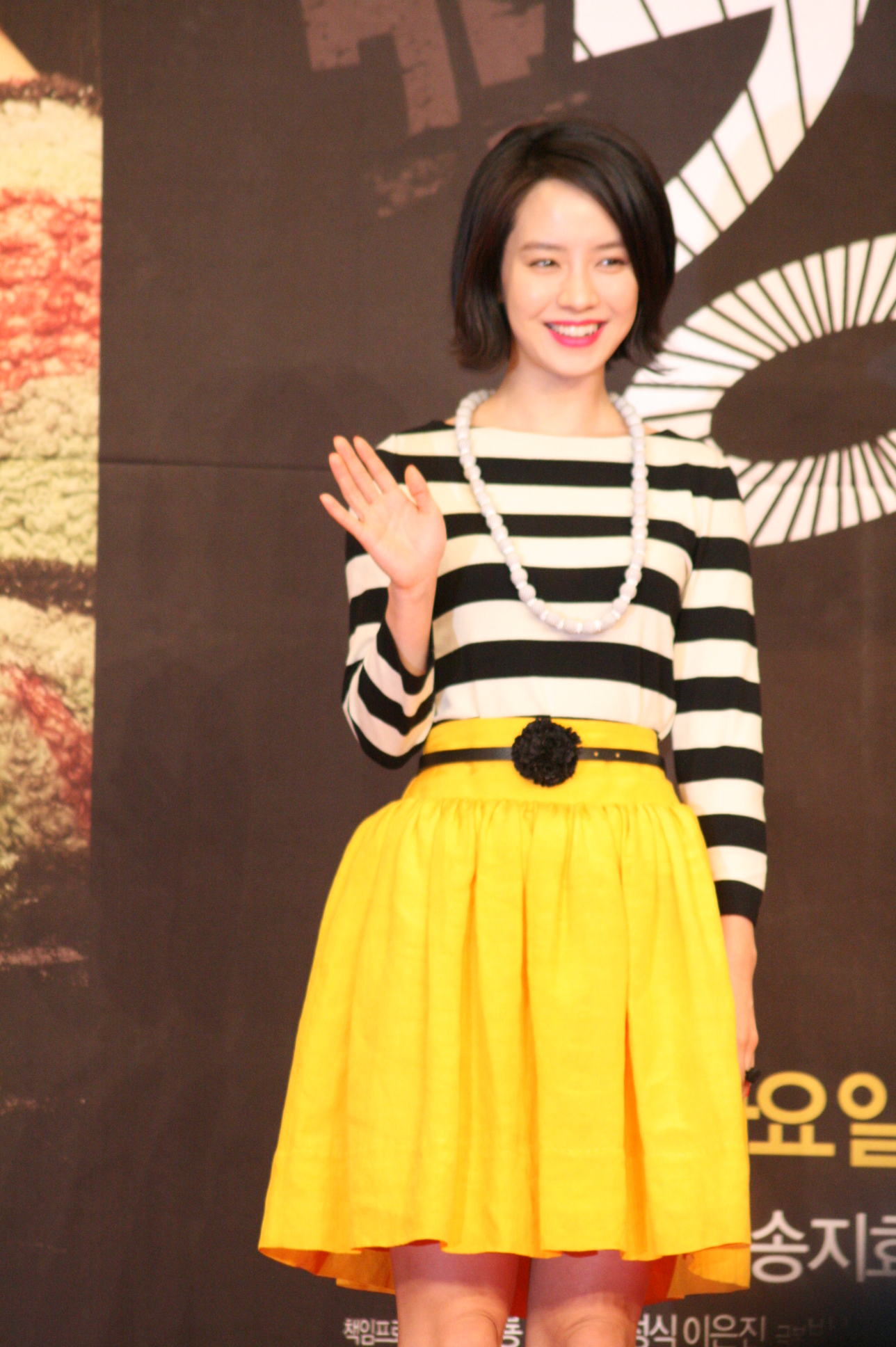
드라마 강력반 제작발표회의 송지효

| 연도 | 제목                 | 역할   | 비고                          |
| ---- | -------------------- | ------ | ----------------------------- |
| 2003 | 여고괴담 3: 여우계단 | 진성   |                               |
| 2004 | 썸                   | 유진   |                               |
| 2007 | 색즉시공 2           | 경아   |                               |
| 2008 | 쌍화점               | 왕후   |                               |
| 2011 | 그대를 사랑합니다    | 김연아 |                               |
| 2012 | 자칼이 온다          | 봉민정 |                               |
| 2013 | 해양경찰 마르코      | 룰루   | 한국어 더빙                   |
| 2013 | 신세계               | 이신우 |                               |
| 2016 | 송지효의 심천연가    | 단유롱 | 중국 영화                     |
| 2016 | 초급쾌체(超級快遞)   | 매기   | 중국 영화                     |
| 2018 | 바람 바람 바람       | 미영   |                               |
| 2018 | 성난 황소            | 지수   | 본작의 여주인공.              |
| 2020 | 침입자               | 유진   | 본작의 여주인공이자 메인 악녀 |
| 2024 | 만남의 집            | 태저   |                               |

### 드라마
| 연도 | 방송사          | 제목                                       | 역할            | 비고          |
| ---- | --------------- | ------------------------------------------ | --------------- | ------------- |
| 2002 | SBS             | 《순수의 시대》                            | 민정            | 16회 특별출연 |
| 2006 | MBC             | 《궁》                                     | 민효린          |               |
| 2006 | MBC             | 《주몽》                                   | 예소야          |               |
| 2007 | MBC             | 《주몽》                                   | 예소야          |               |
| 2011 | KBS 2           | 《강력반》                                 | 조민주          |               |
| 2011 | MBC             | 《계백》                                   | 은고            |               |
| 2013 | KBS 2           | 《천명: 조선판 도망자 이야기》             | 홍다인          |               |
| 2014 | tvN             | 《응급남녀》                               | 오진희          |               |
| 2015 | SBS             | 《냄새를 보는 소녀》                       | 송지효          | 1회 특별출연  |
| 2015 | tvN             | 《구여친클럽》                             | 김수진          |               |
| 2016 | JTBC            | 《이번 주 아내가 바람을 핍니다》           | 정수연          |               |
| 2016 | tvN             | 《안투라지》                               | 송지효          | 3회 특별출연  |
| 2017 | 스튜디오 다이아 | 《29gram》                                 | 연유진          | 웹드라마      |
| 2017 | tvN             | 《tvN 드라마 스테이지 - B주임과 러브레터》 | 방가영          | 단막극        |
| 2018 | KBS 2           | 《러블리 호러블리》                        | 오을순          |               |
| 2020 | JTBC            | 《우리, 사랑했을까》                       | 노애정 / 담자이 | 1인 2역       |
| 2021 | 티빙            | 《마녀식당으로 오세요》                    | 조희라          |               |
| 2022 | tvN             | 《별똥별》                                 | 송지희          | 7회 특별출연  |
| 2025 | TV CHOSUN       | 《컨피던스맨 KR》                          |                 |               |

### 뮤직 비디오
| 연도 | 가수         | 곡명                                                                     |
| ---- | ------------ | ------------------------------------------------------------------------ |
| 2001 | 이수영       | 그리고 사랑해                                                            |
| 2002 | JtL          | Just Say Goodbye                                                         |
| 2006 | 스테이       | 믿을 수 없는 말                                                          |
| 2010 | 영지         | 이 노래 듣지마                                                           |
| 2011 | 영지         | 별 거 아니야                                                             |
| 2011 | JYJ          | In Heaven                                                                |
| 2012 | 영지, 이규훈 | 행복해라                                                                 |
| 2013 | 프리스타일   | Winter Song                                                              |
| 2015 | 우커췬       | 너 귀엽다 (Feat. 송지효)(중국어: 你好可愛, 한국어 발음: 니하오커아이[*]) |
| 2016 | 개리         | 또 하루 (Feat. 개코)                                                     |

## 그 외 출연

### 예능 프로그램

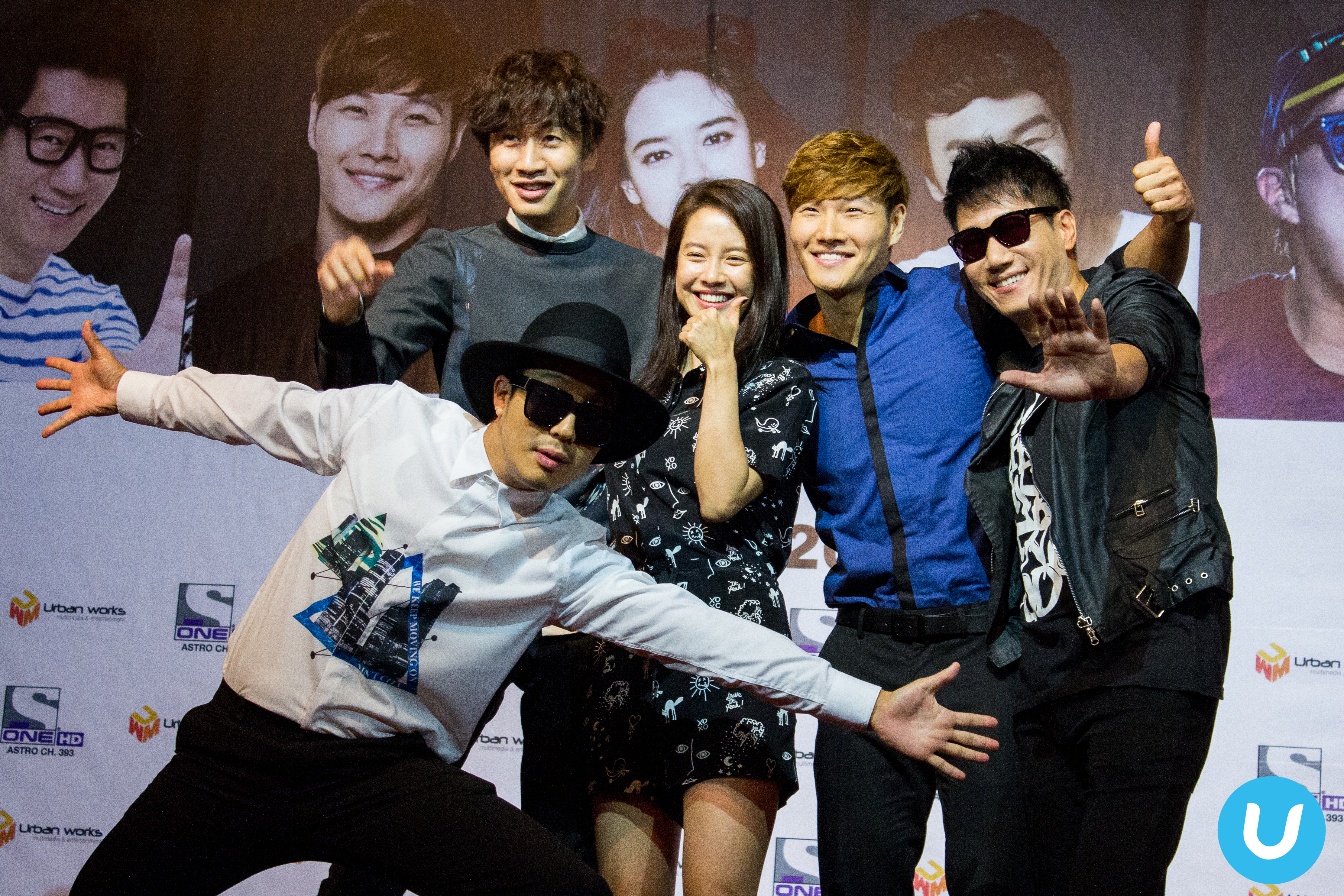
런닝맨 '2014 RACE START SEASON 2' 아시아 투어 말레이시아 팬미팅에서 송지효가 런닝맨 동료들과 포즈를 취하고 있다.

- 2004년 10월 4일 (SBS) 《야심만만》 80회
- 2004년 10월 9일 (MBC) 《놀러와》 20회
- 2007년 4월 12일 (KM) 《KM 리런칭 쇼》 MC (김희철과 함께)
- 2007년 4월 21일 (MBC) 《만원의 행복》 170회 특별출연
- 2007년 4월 23일 (SBS) 《야심만만》 208회 게스트
- 2007년 6월 4일 ~ 6월 11일 (SBS M) 자유여행
- 2007년 11월 11일 ~ 2008년 5월 4일 (SBS) 《인기가요》 MC (김희철과 함께)
- 2007년 12월 7일 (MBC 드라마넷) 《삼색녀 토크쇼》 55회
- 2007년 12월 17일 (SBS) 《야심만만》 240회 게스트
- 2008년 6월 8일 (SBS) 《드림콘서트》 MC (박수홍, 김희철과 함께)
- 2009년 7월 11일 (tvN) 《월드스페셜 LOVE》 필리핀 편
- 2009년 8월 2일 ~ 8월 9일 (SBS) 《패밀리가 떴다》 58회, 59회 게스트
- 2009년 8월 10일 (SBS) 《야심만만》 51회 (호러퀸특집)
- 2009년 10월 11일 (SBS) 《드림콘서트》 MC (MC몽, 김희철과 함께)
- 2010년 3월 7일 ~ 3월 14일 (MBC) 《일요일 일요일 밤에 - 단비》 14회, 15회 게스트 (닉쿤과 함께)
- 2010년 4월 29일 ~ 2011년 2월 24일 (SBS) 《생방송 한밤의 TV연예》 진행자 (서경석과 함께)
- 2010년 7월 18일 ~ 8월 8일, 8월 22일 ~ 현재 (SBS) 《런닝맨》 고정 출연
- 2011년 3월 3일 (KBS) 《해피투게더》 186회 게스트
- 2011년 3월 4일 (KBS) 여유만만 게스트
- 2011년 12월 29일 SBS 가요대전 MC
- 2012년 11월 11일 (KBS) 개그콘서트 게스트
- 2012년 11월 27일 《강심장》 156회 게스트
- 2013년 4월 18일 (KBS) 《해피투게더》 295회 게스트
- 2014년 5월 6일 (tvN) 노래로 응답하라 응급남녀
- 2014년 11월 7일 저장위성 《달려라 형제 시즌1》 5화 게스트
- 2014년 12월 10일 겟잇뷰티 2014 게스트
- 2014년 12월 21일 SBS 가요대전 MC
- 2014년 12월 31일 저장위성 달려라! 2015 게스트
- 2015년 1월 25일 SBS 인기가요 MC
- 2015년 9월 11일 천천향상(天天向上) 게스트
- 2016년 3월 20일 ~ 6월 5일 강소위성 《우리사랑하기로 했어요(我们相爱吧) 시즌2》
- 2016년 5월 13일 저장위성 달려라 형제(奔跑吧兄弟) 시즌 4 5회 게스트
- 2016년 7월 20일 ~ 7월 27일 배탁료빙상(拜託了冰箱) 시즌2 게스트
- 2016년 9월 15일 천월파주방(穿越吧厨房) 시즌1 2회 게스트
- 2016년 10월 24일 비정상회담 121회 게스트
- 2017년 1월 19일 ~ 2017년 3월 23일 (JTBC2) 《송지효의 뷰티뷰》 MC (공명과 함께)
- 2018년 3월 18일 ~ 3월 25일 (SBS) 미운 우리 새끼 게스트
- 2018년 3월 23일 (채널A) 천만홀릭, 커밍쑨 5회 게스트
- 2018년 3월 24일 (JTBC) 《아는 형님》 120회 게스트 (이엘과 함께)
- 2018년 4월 10일 ~ 6월 28일 (on style) 《송지효의 뷰티풀 라이프》 MC (권혁수, 연우, 구재이와 함께)
- 2018년 9월 15일 ~ 12월 8일 (라이프타임) 《파자마 프렌즈》
- 2019년 3월 25일 (MBC) 기억-록, 100년을 탐험하다 내래이션
- 2020년 3월 14일 (JTBC) 《아는 형님》게스트 (김무열과 함께)
- 2020년 5월 31일 (MBC) 출발! 비디오 여행 게스트
- 2021년 1월 22일 (Netflix) 범인은 바로 너! 시즌 3 7회 게스트
- 2021년 7월 17일 (tvN) 《놀라운 토요일》 게스트 (채종협과 함께)
- 2021년 11월 17일  (디즈니+) 런닝맨: 뛰는 놈 위에 노는 놈 3회(양세찬과 함께)
- 2021년 12월 22일 (디즈니+) 런닝맨: 뛰는 놈 위에 노는 놈 8회
- 2022년 1월 19일 ~ 2월 2일 (디즈니+) 런닝맨: 뛰는 놈 위에 노는 놈 12~14회
- 2022년 4월 20일 (KBS) 《옥탑방의 문제아들》 174회 게스트
- 2022년 5월 10일 (MBC 에브리원) 떡볶이집 그 오빠 21회 게스트
- 2023년 12월 14일 (KBS) 《서치:미》 5회 게스트
- 2023년 9월 2일 (유튜브) 《핑계고》22회 게스트
- 2024년 5월 8일 (유튜브) 《쑥쑥》게스트
- 2025년 6월 21일 (유튜브) 《핑계고》79회 게스트

### 광고 CF
- 2001 보령메디앙스 누크
- 2001 롯데 나뚜루 아이스크림
- 2001 파리바게뜨
- 2001 농심 생생우동
- 2001 SK텔레콤 TTL
- 2001 하이트 맥주
- 2001 LG생활건강 캐시캣
- 2002 P&G 팬틴샴푸
- 2002 LG텔레콤 Khai
- 2002 LG텔레콤 feel링
- 2002 성도 제이빔클럽
- 2003 한국지엠 칼로스
- 2003 시세이도
- 2003 빙그레 바나나맛우유
- 2003 롯데리아
- 2004 Daum
- 2004 아모레퍼시픽 가루 설록차
- 2005 LG텔레콤 폰앤펀
- 2006 나크나인
- 2006 엔프라니 네추어비
- 2007 하이트 맥주
- 2011 잠뱅이
- 2011 DHC 코리아
- 2011 삼성화재
- 2011 보해양조 순희
- 2011 예쎄
- 2011 3M 라벨
- 2012 바비브라운
- 2013 베네피트
- 2013 미스터피자
- 2014 넥슨 서든어택
- 2014 NBA Style
- 2014 삼성전자 This Is Living (베트남)
- 2014 바닐라코
- 2014 쉐펠
- 2015 경동제약 그날엔
- 2015 청정원 홍초 (홍콩)
- 2015 Ji Cheng (중화권)
- 2015 주사위의 신
- 2017 로드모바일
- 2017 신세계인터내셔날 비디비치
- 2017 제닉 셀더마
- 2017 FOSSIL
- 2017 TS샴푸
- 2018 시슬리
- 2018 아미코스메틱 씨엘포 (중화권)
- 2018 블랙모어스
- 2019 삼성물산 라피도 (중화권)
- 2019 타오티 (홍콩)
- 2020 소버스
- 2021 GLUTANEX (말레이시아, 인도네시아, 태국, 필리핀, 홍콩)
- 2022 동국제약 마데카솔 연고
- 2023 롯데홈쇼핑 LBL

## 수상 및 후보
| 연도 | 시상식                       | 부문                                   | 작품                         | 결과 |
| ---- | ---------------------------- | -------------------------------------- | ---------------------------- | ---- |
| 2003 | 제24회 청룡영화상            | 신인여우상                             | 여고괴담 3: 여우계단         | 후보 |
| 2007 | 제43회 백상예술대상          | TV부문 여자 신인연기상                 | 주몽                         | 후보 |
| 2010 | 제5회 SBS 연예대상           | 예능 특별상                            | 런닝맨, 한밤의 TV연예        | 수상 |
| 2011 | 제6회 SBS 연예대상           | 버라이어티 부문 우수상                 | 런닝맨                       | 수상 |
| 2011 | MBC 드라마대상               | PD상                                   | 계백                         | 수상 |
| 2011 | MBC 드라마대상               | 미니시리즈부문 여자 우수연기상         | 계백                         | 후보 |
| 2011 | KBS 연기대상                 | 미니시리즈부문 여자 우수연기상         | 강력반                       | 후보 |
| 2012 | 제48회 백상예술대상          | TV부문 여자 예능상                     | 런닝맨                       | 후보 |
| 2013 | 제49회 백상예술대상          | TV부문 여자 예능상                     | 런닝맨                       | 후보 |
| 2013 | 제8회 SBS 연예대상           | 여자 최우수상                          | 런닝맨                       | 수상 |
| 2013 | 제8회 SBS 연예대상           | 시청자들이 뽑은 인기상                 | 런닝맨                       | 수상 |
| 2014 | 제2회 드라마피버 어워즈      | 베스트 키스상 (with 개리)              | 런닝맨                       | 수상 |
| 2015 | 제3회 드라마피버 어워즈      | 여우주연상                             | 응급남녀                     | 수상 |
| 2015 | 제3회 드라마피버 어워즈      | Boldest Moment상                       | 응급남녀                     | 수상 |
| 2015 | 제3회 드라마피버 어워즈      | 베스트 커플상 (with 최진혁)            | 응급남녀                     | 후보 |
| 2015 | 제10회 SBS 연예대상          | 버라이어티 부문 최우수상               | 런닝맨                       | 수상 |
| 2016 | 제11회 숨피 어워즈           | 여우주연상                             | 구여친클럽                   | 수상 |
| 2016 | JTBC AWARDS                  | 시청자가 뽑은 올해 인상 깊은 연기      | 이번 주 아내가 바람을 핍니다 | 수상 |
| 2017 | 제12회 SBS 연예대상          | 글로벌 스타상                          | 런닝맨                       | 수상 |
| 2018 | 제13회 SBS 연예대상          | 베스트 팀워크상                        | 런닝맨                       | 수상 |
| 2018 | 제3회 아시아 아티스트 어워즈 | 배우부문 여자인기상                    | 빈칸                         | 후보 |
| 2018 | KBS 연기대상                 | 미니시리부문 여자 우수연기상           | 러블리 호러블리              | 후보 |
| 2018 | KBS 연기대상                 | 베스트 커플상 (with 박시후)            | 러블리 호러블리              | 후보 |
| 2018 | KBS 연기대상                 | 네티즌상 여자부문                      | 러블리 호러블리              | 후보 |
| 2019 | 제4회 아시아 아티스트 어워즈 | AAA X 동남미디어 FPT 폴리테크닉 인기상 | 빈칸                         | 수상 |
| 2020 | 제5회 아시아 아티스트 어워즈 | 최애돌 인기상                          | 빈칸                         | 수상 |
| 2021 | 브랜드 고객충성도 대상       | 여자 멀티테이너                        | 빈칸                         | 수상 |
| 2021 | 제6회 아시아 아티스트 어워즈 | RET 인기상                             | 빈칸                         | 수상 |
| 2023 | 제57회 납세자의 날 기념식    | 대통령 표창                            | 빈칸                         | 수상 |
| 2024 | SBS 연예대상                 | 신스틸러상                             | 런닝맨                       | 수상 |

## 기록
- 리스피아르 조사 연구소 - 2011년 하반기 여자 탤런트/영화배우 부문 10위
- 리스피아르 조사 연구소 - 2013년 상반기 여자 탤런트/영화배우 부문 10위[2]

## 홍보대사
- 2007년 공군 홍보대사
- 2009년 춘천월드레저총회 및 경기대회 홍보대사
- 2009년 뷰티디자인엑스포 홍보대사
- 2011년 송파구청 일자리 홍보대사
- 2011년 교육과학기술부 학교문화 바꾸기 온라인 홍보대사
- 2013년 서울 국제 청소년 영화제 홍보대사
- 2016년 중국 토토의 작업실 홍보대사
- 2017년 자카르타 한류박람회 홍보대사
- 2017년 호치민 한류박람회 홍보대사
- 2018년 싱가포르 한류박람회 홍보대사
- 2019년 방콕 한류박람회 홍보대
- 2023년 납세자의 날 "국세청 홍보대사"

## 같이 보기
- 유재석
- 김종국
- 지석진
- 하하
- 이광수
- 양세찬
- 전소민
- 개리
- 송중기